# IPhone 16 Pro
iPhone 16 Pro và iPhone 16 Pro Max là mẫu điện thoại thông minh được phát triển, thiết kế và tiếp thị bởi Apple Inc. Đây là thế hệ thứ mười tám của dòng điện thoại iPhone cùng với hai mẫu iPhone 16 và iPhone 16 Plus và là thế hệ tiếp nối dòng iPhone 15 Pro và iPhone 15 Pro Max. Dòng iPhone 16 Pro được giới thiệu lần đầu vào ngày 9 tháng 9 năm 2024 trong khuôn khổ sự kiện Apple Special Event được tổ chức tại Apple Park ở Cupertino, California, Hoa Kỳ. Sau đó, các mẫu điện thoại trên đã được phát hành vào ngày 20 tháng 9 năm 2024. iPhone 16 Pro và iPhone 16 Pro Max được trang bị màn hình với kích thước lớn hơn, lần lượt là 6,3 inch và 6,9 inch, cùng với bộ xử lý nhanh hơn, camera rộng và siêu rộng được nâng cấp, hỗ trợ Wi-Fi 7, dung lượng pin lơn hơn và hệ điều hành iOS 18.

## Thông số kỹ thuất

### Thiết kế và Màn hình hiển thị
Các mẫu iPhone 16 Pro tiếp tục thiết kế màn hình tràn viền nhưng có viền màn hình mỏng hơn, trở thành viền mỏng nhất trên bất kỳ sản phẩm nào của Apple cho đến nay; iPhone 16 Pro và iPhone 16 Pro Max có màn hình OLED Super Retina XDR 6,3 inch và 6,9 inch lớn hơn, trong đó iPhone 16 Pro Max cung cấp màn hình iPhone lớn nhất từ trước đến nay. Cả hai mẫu đều có màn hình với tỷ lệ khung hình là 19,5:9 cùng với tính năng Always on Display, với mật độ 460 ppi từ độ phân giải 2622 × 1206 (Pro) và 2868 × 1320 (Pro Max). Cả hai đều có tần số quét 120 Hz, HDR10, với độ sáng thông thường là 1000 nit và 2000 nit ở mức cao nhất.
Cả hai mẫu Pro đều có bốn màu mới, Titanium sa mạc, Titanium tự nhiên, Titanium trắng và Titanium đen, mang đến vẻ ngoài của thiết bị cảm giác nhẹ hơn và chống trầy xước.
| Màu sắc | Tên            |
| ------- | -------------- |
|         | Titan Sa mạc   |
|         | Titan Tự nhiên |
|         | Titan Trắng    |
|         | Titan Đen      |

### Phần cứng
Hai mẫu iPhone 16 Pro và iPhone 16 Pro Max được trang bị con chip Apple A18 Pro, được sản xuất dựa trên tiến trình 3 nanomet (TSMC N3E) thế hệ thứ hai, giúp nâng cao đáng kể hiệu suất, nhất là các tác vụ liên quan đến máy học và AI. Với 6 nhân CPU (trong đó gồm 2 nhân hiệu năng và 4 nhân tiết kiệm điện), 6 nhân GPU và 16 nhân Neural Engine với tốc độ xử lý 35 nghìn tỷ phép tính mỗi giây giúp tăng khả năng học máy, cho phép tích hợp liền mạch các tính năng của Apple Intelligence. Cả hai mẫu đều được cung cấp các tùy chọn bộ nhớ với 8 GB bộ nhớ tiêu chuẩn và khả năng lưu trữ của máy từ 128 GB (256 GB đối với iPhone 16 Pro Max) cho đến 1 TB bộ nhớ trong.
Tất cả các mẫu máy trong dải sản phẩm iPhone 16 đều được hỗ trợ chuẩn kết nối mạng không dây Wi-Fi 7.

### Nút điều khiển máy ảnh
Toàn bộ mẫu máy trong dải sản phẩm iPhone 16 nay được trang bị một phím bấm mới được gọi là Camera Control, chúng được thiết kế nằm ở bên cạnh phải của thiết bị. Các tính năng được trang bị cho phím bấm mới này bao gồm: mở ứng dụng chụp ảnh, chuyển đổi giữa các tính năng và chế độ chụp ảnh khác nhau cũng như chụp ảnh và quay phim. Nút bấm này có thể phân biệt được lực ấn bởi người dùng, ví dụ như nhấn nhẹ phím Camera Control một lần sẽ mở ứng dụng máy ảnh, nhấn nhẹ hai lần sẽ hiện ra một menu để chuyển đổi giữa các tính năng chẳng hạn như thu phóng và chỉnh tông màu, ấn mạnh phím bấm một lần sẽ chụp ảnh. Nếu người dùng nhấn giữ phím trong một vài giây sẽ tiến hành quay phim.

## Phát hành

### Có sẵn theo khu vực

#### 20 tháng 9 năm 2024
- Úc
- Áo
- Bỉ
- Canada
- Trung Quốc
- Croatia
- Cộng hòa Séc
- Đan Mạch
- Phần Lan
- Pháp
- Đức
- Hy Lạp
- Hồng Kông
- Hungary
- Ấn Độ
- Ý
- Ireland
- Nhật Bản
- Luxembourg
- Malaysia
- Mexico
- Hà Lan
- New Zealand
- Na Uy
- Ba Lan
- Bồ Đào Nha
- Qatar
- Ả Rập Xê Út
- Serbia
- Singapore
- Slovakia
- Somali
- Hàn Quốc
- Tây Ban Nha
- Thụy Điển
- Thụy Sĩ
- Đài Loan
- Thái Lan
- Thổ Nhĩ Kỳ
- UAE
- Anh
- Hoa Kỳ

#### 27 tháng 9 năm 2024
- Ma Cao
- Việt Nam

#### 18 tháng 10 năm 2024
- Israel
- Philippines